# Индепенденца (Констанца)
Индепенденца (рум. Independența) — коммуна в восточной Румынии, жудец Констанца. Включает в себя деревни Фынтана-Маре, Индепендента (резиденция), Мовила-Верде, Олтени и Туфани.

## Демография
Этнический состав коммуны
 Румыны (74,75 %) Турки (12,56 %) Татары (8,68 %) Остальные (3,99 %)
Религиозный состав коммуны
 Православные (74,27 %) Мусульмане (21,24 %) Остальные (4,47 %)
По данным переписи 2011 года, население коммуны Индепенденца составляет 3121 житель, по сравнению с предыдущей переписью 2002 года, когда было зарегистрировано 3196 жителей. Большинство жителей – румыны (74,75%). Основными меньшинствами являются турки (12,56%) и татары (8,68%). Для 3,75% населения этническая принадлежность неизвестна.
С религиозной точки зрения большинство жителей исповедует православие (74,27%), представители национальных меньшинств в основном ислам суннитского толка (21,24%). До 2003 годов здесь действовала баптистская церковь. Летом 2014 года были заложены основы пятидесятнической общины, а в 2020 году в центре города открыто здание пятидесятнической церкви «Viață Nouă».

## Политические партии
Коммуной Индепенденца управляют мэр и местный совет, состоящий из 11 советников. Мэр Кристя Гашкан от Социал-демократической партии занимает должность с октября 2020 года.